# Sphaeridium scarabaeoides
Espèce
Sphaeridium scarabaeoides est une espèce d'insectes coléoptères de la famille des Hydrophilidae, de la  sous-famille des Hydrophilinae.

## Description
Corps long de 4 à 7 mm,, palpes fins, presque aussi longs que les antennes, pattes noires garnies d'épines, élytres parsemés de taches rougeâtres variables, les postérieures séparées par un prolongement noir médian.

## Distribution
L'espèce habite l'écozone holarctique. Il a été importé au XIXe siècle aux États-Unis depuis l'Europe.

## Biologie
Contrairement à beaucoup d'espèces dulçaquicoles de sa famille, Sphaeridium scarabaeoides fréquente les excréments d'herbivores dont les bouses de vache fraîches, où les imagos se nourrissent des œufs de mouches qui y sont pondus, du printemps à l'automne. 